# Poder Ejecutivo de Uruguay

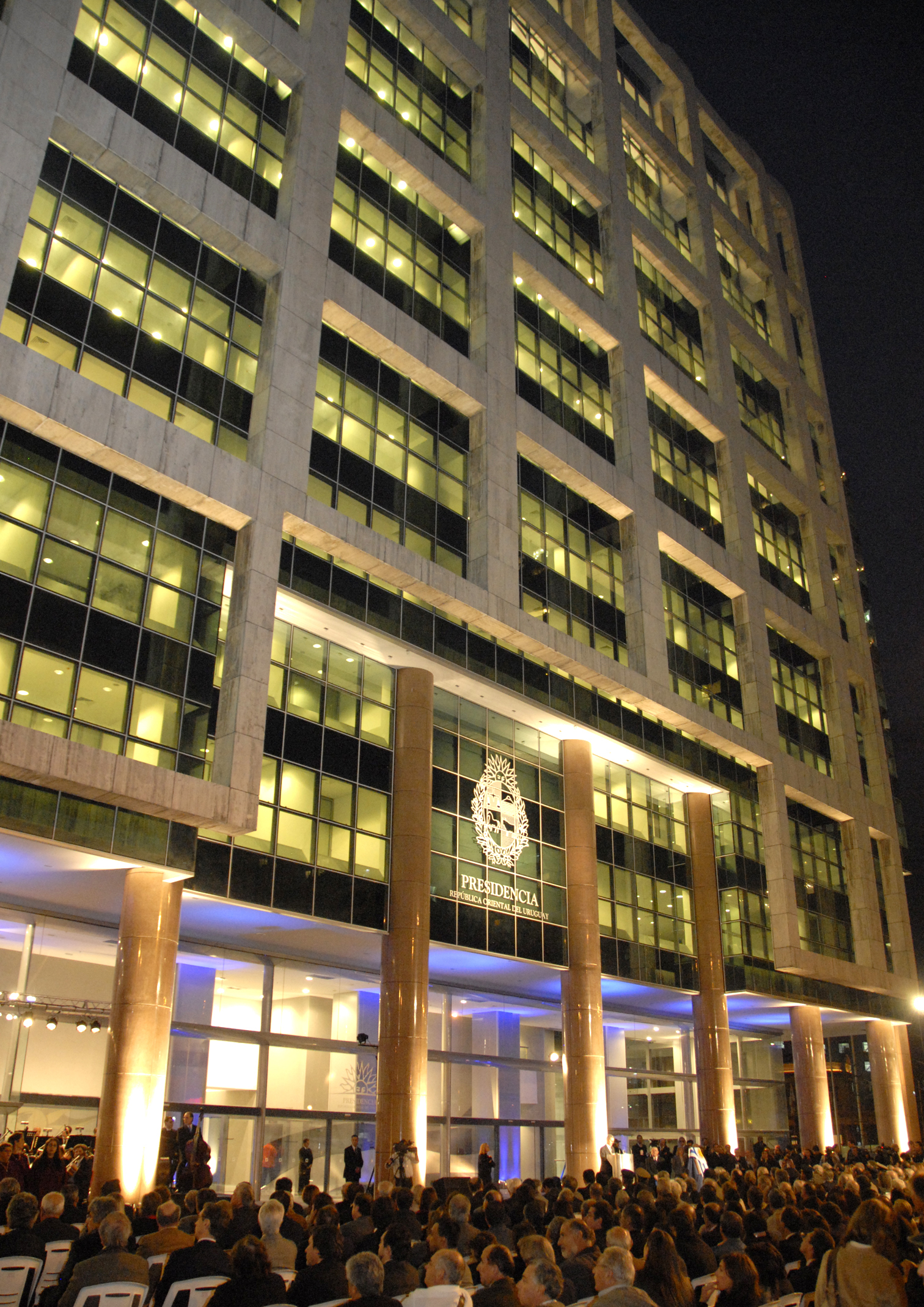
La Torre Ejecutiva es la sede del Poder Ejecutivo y de la Presidencia, es custodiada por el Regimiento Blandengues de Artigas.

El Poder Ejecutivo de la República Oriental del Uruguay es uno de los tres poderes que integran el Estado. Su máxima autoridad es el Presidente de la República, quien ejerce simultáneamente la jefatura del Estado y del Gobierno. Asimismo, se encuentra integrado por el Consejo de Ministros y los ministros de Estado, quienes desempeñan funciones específicas en la administración.
El Artículo 149 de la Constitución de la República establece que el Poder Ejecutivo «será ejercido por el Presidente de la República actuando con el Ministro o Ministros respectivos, o con el Consejo de Ministros».

## Ministerios de Estado
- Ministerio de Defensa Nacional
- Ministerio de Interior
- Ministerio de Salud Pública
- Ministerio de Desarrollo Social
- Ministerio de Trabajo y Seguridad Social
- Ministerio de Economía y Finanzas
- Ministerio de Educación y Cultura
- Ministerio de Vivienda, Ordenamiento Territorial
- Ministerio de Ganadería, Agricultura y Pesca
- Ministerio de Transporte y Obras Públicas
- Ministerio de Turismo
- Ministerio de Industria, Energía y Minería
- Ministerio de Relaciones Exteriores[3]
- Ministerio de Ambiente

## Presidencia de la República
La Presidencia de la República es un organismo compuesto por el presidente, los secretarios y asesores presidenciales. Además de algunas oficinas y organismos, como la Oficina de Planeamiento, la Oficina Nacional del Servicio Civil, la Agencia de Gobierno Electrónico y la Junta Nacional de Drogas.

## Competencias
Al Presidente de la República, actuando con el Consejo de Ministros, corresponde:
1º) La conservación del orden y tranquilidad en lo interior, y la seguridad en lo exterior.
2º) El mando superior de todas las fuerzas armadas.
3º) Dar retiros y arreglar las pensiones de los empleados civiles y militares conforme a las leyes.
4º) Publicar y circular, sin demora, todas las leyes que, conforme a la Sección VII, se hallen ya en estado de publicar y circular; ejecutarlas, hacerlas ejecutar, expidiendo los reglamentos especiales que sean necesarios para su ejecución.
5º) Informar al Poder Legislativo, al inaugurarse las sesiones ordinarias, sobre el estado de la República y las mejoras y reformas que considere dignas de su atención.
6º) Poner objeciones o hacer observaciones a los proyectos de ley que  le remita el Poder Legislativo, y suspender u oponerse a su promulgación, en la forma prevista en la Sección VII.
7º) Proponer a las Cámaras proyectos de ley o modificaciones a las leyes anteriormente dictadas. Dichos proyectos podrán ser remitidos con declaratoria de urgente consideración. La declaración de urgencia deberá ser hecha simultáneamente con la remisión de cada proyecto, en cuyo caso deberán ser  considerados por el Poder Legislativo dentro de los plazos que a        continuación se expresan, y se tendrán por sancionados si dentro de tales plazos no han sido expresamente desechados, ni se ha sancionado un proyecto sustitutivo. Su trámite se ajustará a las  siguientes reglas: a)  El Poder Ejecutivo no podrá enviar a la Asamblea General más de un proyecto de ley con declaratoria de urgente  consideración simultáneamente, ni enviar un nuevo proyecto en tales condiciones mientras estén corriendo los plazos para la consideración legislativa de otro anteriormente enviado; b)  no podrán merecer esta calificación los proyectos de  Presupuesto, ni aquellos para cuya sanción se requiera el voto de tres quintos o dos tercios del total de componentes de cada  Cámara;        c)  cada Cámara por el voto de los tres quintos del total de sus componentes, podrá dejar sin efecto la declaratoria de urgente consideración, en cuyo caso se aplicarán a partir de ese momento los trámites normales previstos en la Sección VII;        d)  la Cámara que reciba en primer lugar el proyecto deberá  considerarlo dentro de un plazo de cuarenta y cinco días. Vencidos los primeros treinta días la Cámara será convocada a sesión extraordinaria y permanente para la consideración del proyecto. Una vez vencidos los quince días de tal convocatoria sin que el proyecto hubiere sido expresamente desechado se reputará aprobado por dicha Cámara en la forma en que lo remitió el Poder Ejecutivo y será comunicado inmediatamente y  de oficio a la otra Cámara;        e)  la segunda Cámara tendrá treinta días para pronunciarse y si aprobase un texto distinto al remitido por la primera lo devolverá a ésta, que dispondrá de quince días para su consideración. Vencido este nuevo plazo sin pronunciamiento expreso el proyecto se remitirá inmediatamente y de oficio a  la Asamblea General. Si venciere el plazo de treinta días sin que el proyecto hubiere sido expresamente desechado, se   reputará aprobado por dicha Cámara en la forma en que lo remitió el Poder Ejecutivo y será comunicado a éste  inmediatamente y de oficio, si así correspondiere, o en la misma forma a la primera Cámara, si ésta hubiere aprobado un texto distinto al del Poder Ejecutivo;        f)la Asamblea General dispondrá de diez días para su consideración. Si venciera este nuevo plazo sin pronunciamiento expreso se tendrá por sancionado el proyecto en la forma en que lo votó la última Cámara que le prestó expresa aprobación.  La Asamblea General, si se pronunciare expresamente, lo hará  de conformidad con el artículo 135.   g)  cuando un proyecto de ley con declaratoria de urgente  consideración fuese desechado por cualquiera de las dos Cámaras, se aplicará lo dispuesto por el artículo 142.        h)  el plazo para la consideración por la primera Cámara empezará a correr a partir del día siguiente al del recibo del proyecto por el Poder Legislativo. Cada uno de los plazos ulteriores comenzará a correr automáticamente al vencer el plazo inmediatamente anterior o a partir del día siguiente al del recibo por el órgano correspondiente si hubiese habido aprobación expresa antes del vencimiento del término.
8º) Convocar al Poder Legislativo a sesiones extraordinarias con determinación de los asuntos materia de la convocatoria y de acuerdo con lo que se establece en el artículo 104.
9º) Proveer los empleos civiles y militares, conforme a la Constitución y a las leyes.
10) Destituir los empleados por ineptitud, omisión o delito, en todos los casos con acuerdo de la Cámara de Senadores o, en su receso, con el de la Comisión Permanente, y en el último, pasando el expediente a la Justicia. Los funcionarios diplomáticos y consulares podrán, además, ser destituidos, previa venia de la        Cámara de Senadores, por la comisión de actos que afecten su buen nombre o el prestigio del país y de la representación que  invisten. Si la Cámara de Senadores o la Comisión Permanente no dictaran resolución definitiva dentro de los noventa días, el        Poder Ejecutivo prescindirá de la venia solicitada, a los efectos de la destitución.
11) Conceder los ascensos militares conforme a las leyes, necesitando, para los de Coronel y demás Oficiales superiores la venia de la  Cámara de Senadores o, en su receso, la de la Comisión Permanente.
12) Nombrar el personal consular y diplomático, con obligación de solicitar el acuerdo de la Cámara de Senadores, o de la Comisión        Permanente hallándose aquélla en receso, para los Jefes de Misión.  Si la Cámara de Senadores o la Comisión Permanente no dictaran resolución dentro de los sesenta días el Poder Ejecutivo prescindirá de la venia solicitada.         Los cargos de Embajadores y Ministros del Servicio Exterior serán considerados de particular confianza del Poder Ejecutivo, salvo que la ley dictada con el voto conforme de la mayoría absoluta del total de componentes de cada Cámara disponga lo contrario.
13) Designar al Fiscal de Corte y a los demás Fiscales Letrados de la República, con venia de la Cámara de Senadores o de la Comisión Permanente en su caso, otorgada siempre por tres quintos de votos del total de componentes. La venia no será necesaria para designar al Procurador del Estado en lo Contencioso-Administrativo, ni los Fiscales de Gobierno y de Hacienda.
14) Destituir por sí los empleados militares y policiales y los demás que la ley declare amovibles.
15) Recibir Agentes Diplomáticos y autorizar el ejercicio de sus funciones a los Cónsules extranjeros.
16)Decretar la ruptura de relaciones y, previa resolución de la Asamblea General, declarar la guerra, si para evitarla no diesen resultado el arbitraje u otros medios pacíficos.
17) Tomar medidas prontas de seguridad en los casos graves e imprevistos de ataque exterior o conmoción interior, dando cuenta,dentro de las veinticuatro horas a la Asamblea General, en reunión de ambas Cámaras o, en su caso, a la Comisión Permanente, de lo ejecutado y sus motivos, estándose a lo que éstas últimas resuelvan. En cuanto a las personas, las medidas prontas de seguridad sólo autorizan a arrestarlas o trasladarlas de un punto a otro del territorio, siempre que no optasen por salir de él. También esta medida, como las otras, deberá someterse, dentro de las veinticuatro horas de adoptada, a la Asamblea General en reunión de ambas Cámaras o, en su caso, a la Comisión Permanente, estándose a su resolución.El arresto no podrá efectuarse en locales destinados a la reclusión de delincuentes.
18) Recaudar las rentas que, conforme a las leyes, deban serlo por sus  dependencias, y darles el destino que según aquéllas corresponda.
19) Preparar y presentar a la Asamblea General los presupuestos, de acuerdo a lo establecido en la Sección XIV, y dar cuenta instruida       de la inversión hecha de los anteriores.
20) Concluir y suscribir tratados, necesitando para ratificarlos de la aprobación del Poder Legislativo.
21) Conceder privilegios industriales conforme a las leyes.
22) Autorizar o denegar la creación de cualesquier Bancos que hubieren de establecerse.
23) Prestar, a requerimiento del Poder Judicial, el concurso de la fuerza pública.
24) Delegar por resolución fundada y bajo su responsabilidad política las atribuciones que estime convenientes.
25) El Presidente de la República firmará las resoluciones y comunicaciones del Poder Ejecutivo con el Ministro o Ministros que el asunto corresponda, requisito sin el cual nadie estará      obligado a obedecerlas. No obstante el Poder Ejecutivo podrá disponer que determinadas resoluciones se establezcan por acta otorgada con el mismo requisito precedente-mente fijado.

26) El Presidente de la República designará libremente un Secretario y un Pro secretario, quienes actuarán como tales en el Consejo de Ministros. Ambos cesarán con el Presidente y podrán ser removidos o reemplazados por éste, en cualquier momento. (*)

## Sedes históricas

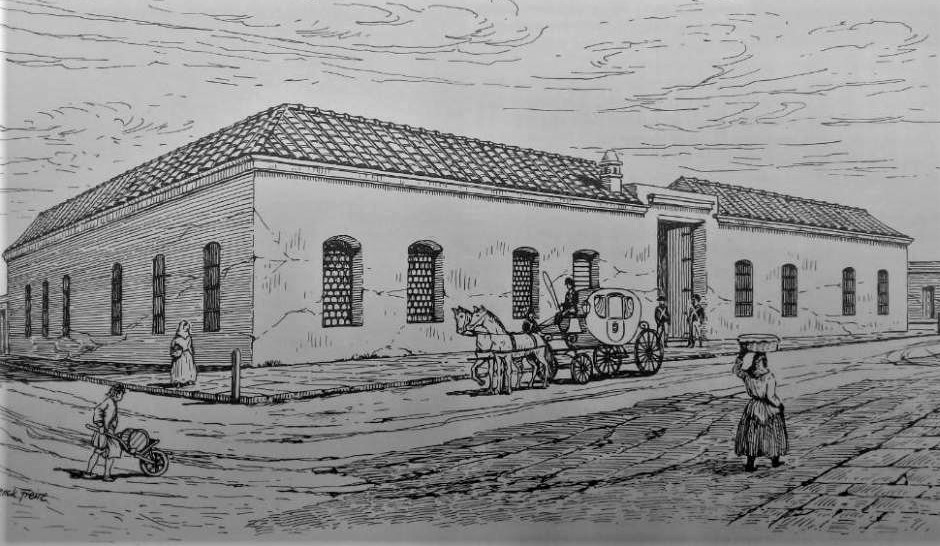
Casa del Gobernador Sede del Poder Ejecutivo  (1830-1880)
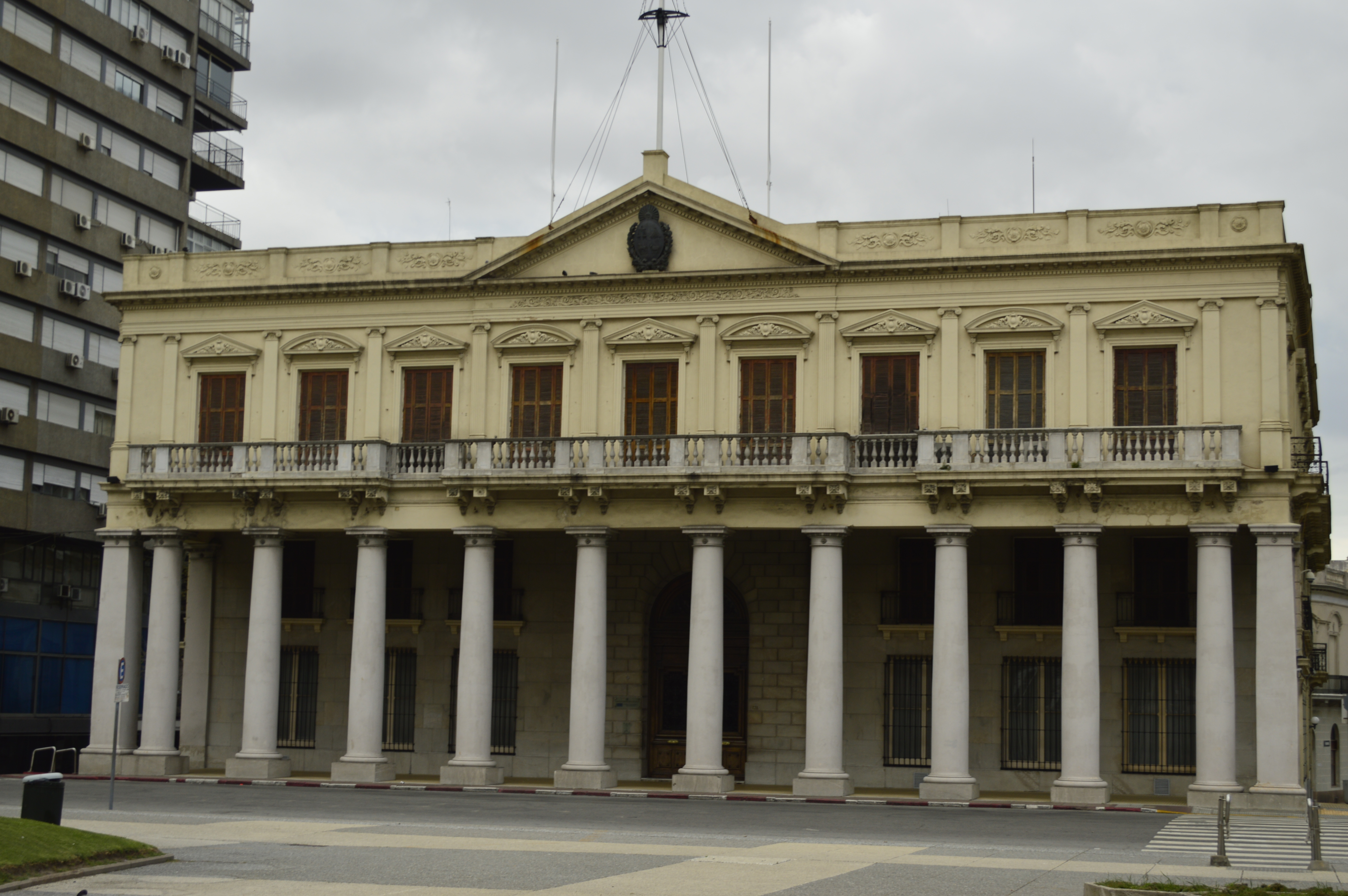
Palacio Estévez Sede del Poder Ejecutivo (1880-1931) (1934-1985)
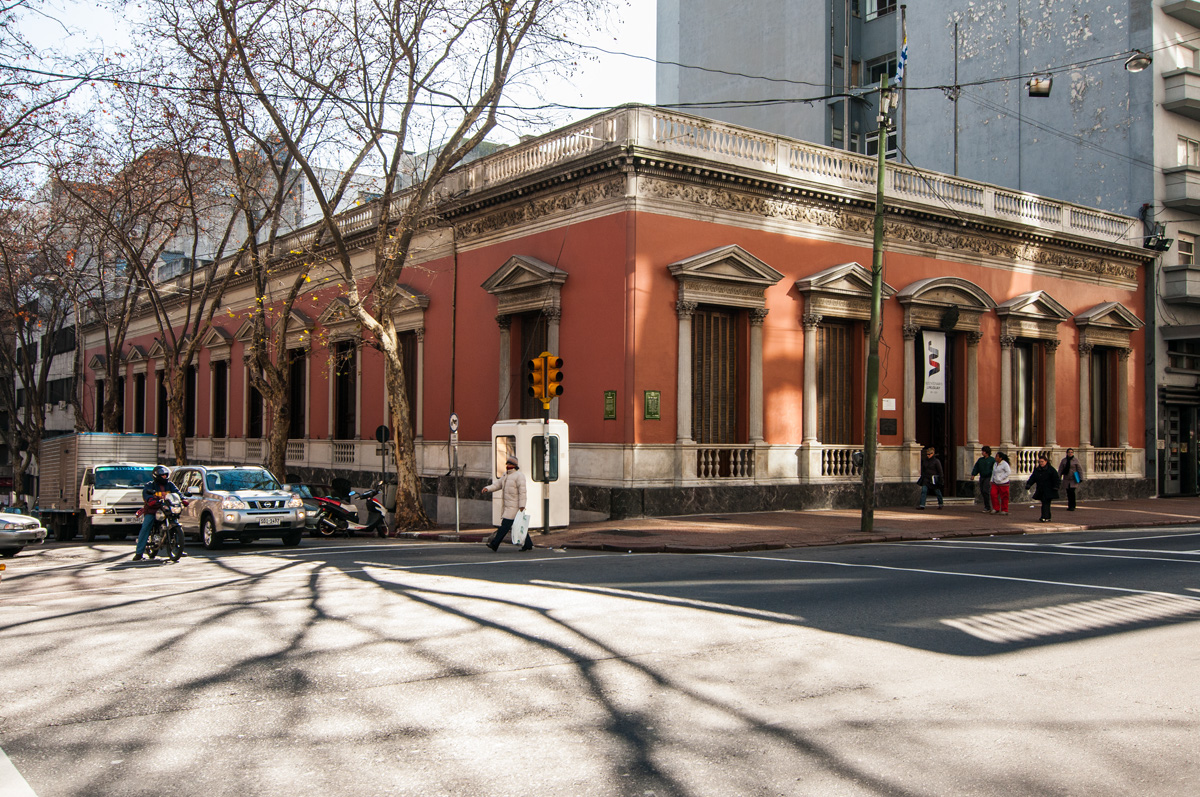
Palacio Santos Sede del Poder Ejecutivo (1931-1934)
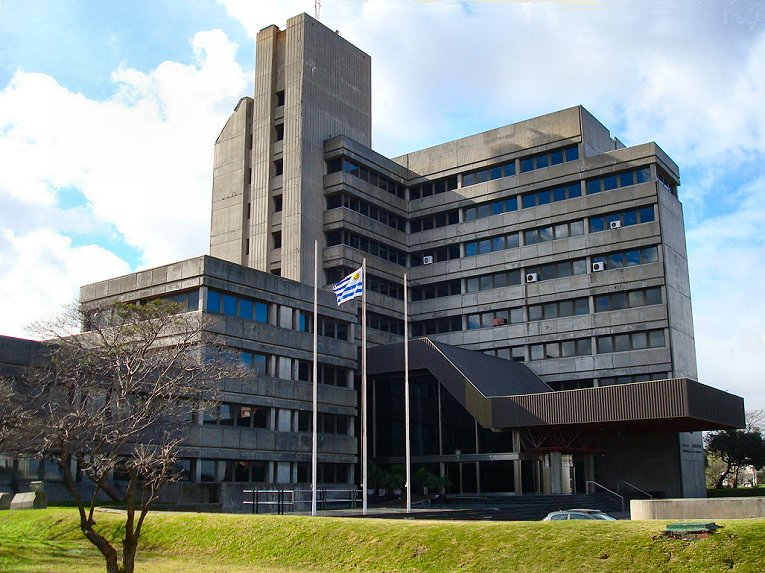
Edificio Libertad Sede del Poder Ejecutivo  (1985-2005)
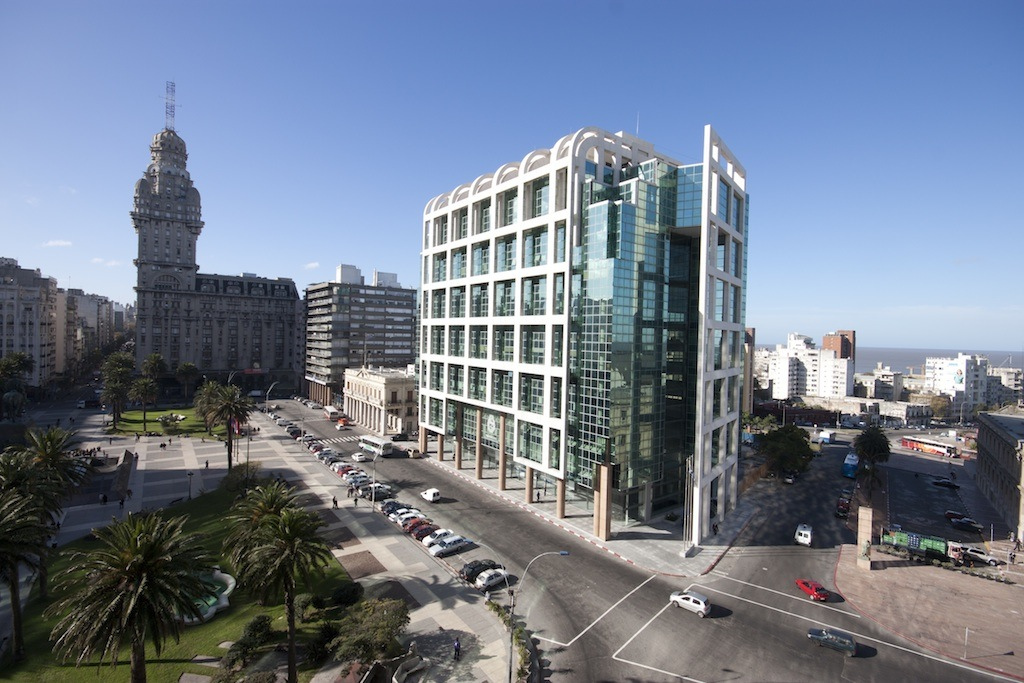
Torre Ejecutiva Sede del Poder Ejecutivo (2005-actualidad)